# Dragoș Nosievici
Dragoș Nosievici, né le 6 janvier 1938, à Bucarest, en Roumanie et mort le 11 juillet 2014, à Leverkusen, en Allemagne, était un ancien joueur et entraîneur roumain de basket-ball.

## Carrière
Joueur
- 1957 - 1962 :  Olimpia Bucarest
- 1962 - 1970 :  Steaua Bucarest
- 1970 - 1974 :  Amicale Steesel

Entraîneur
- 1972 - 1974 :  Amicale Steesel
- 1974 - 1975 :  Cholet
- 1975 - 1977 :  Denain
- 1977 - 1978 :  Bayer Leverkusen

### Palmarès
Joueur
- Champion de Roumanie : 1963, 1964, 1966, 1967
- Champion du Luxembourg : 1971
- Coupe du Luxembourg : 1971

Entraîneur
- Champion du Luxembourg : 1973